# Cockneys vs Zombies
Pour plus de détails, voir Fiche technique et Distribution.
Cockneys vs Zombies est une comédie horrifique britannique coproduite et réalisée par Matthias Hoene, sortie en 2012.

## Synopsis
Dans un chantier de l'East End, des ouvriers libèrent accidentellement des zombies enfermés sous terre depuis le XVIIe siècle. Pendant ce temps, les frères MacGuire préparent le braquage d'une banque avec l'aide de leur cousine Katy et de deux gangsters afin de réunir l'argent nécessaire pour sauver de la démolition la maison de retraite où vit Ray, leur grand-père. Le braquage tourne mal et la police est prévenue mais lorsque les frères MacGuire et leurs complices sortent avec deux otages, les zombies ont massacré les forces de police. Ils tentent de leur échapper pendant que leur grand-père organise la résistance dans la maison de retraite assiégée par les zombies.

## Fiche technique
- Titre original : Cockneys vs Zombies
- Réalisation : Matthias Hoene
- Scénario : James Moran et Lucas Roche, d'après une idée de Matthias Hoene
- Décors : Matthew Button
- Costumes : Matthew Price
- Photographie : Daniel Bronks
- Montage : Neil Farrell et John Palmer
- Musique : Jody Jenkins
- Production : James Harris, Matthias Hoene et Mark Lane
- Sociétés de production : Limelight, Molinare et Tea Shop & Film Company
- Société de distribution : Aya Pro Company, StudioCanal et Shout! Factory
- Pays d'origine :  Royaume-Uni
- Langue originale : anglais
- Format : couleur
- Genre : comédie horrifique et fantastique

- Durée : 88 minutes
- Dates de sortie :
  - Royaume-Uni : 23 août 2012 (FrightFest - Festival international du film de Londres) ; 31 août 2012 (nationale)
  - France : 9 septembre 2012 (L'Étrange Festival) ; 17 avril 2013 (DVD/BluRay)
  - Belgique : 26 octobre 2012 (Razor Reel Fantastic - Festival international du film de Bruges)

## Distribution
- Harry Treadaway : Andy MacGuire
- Rasmus Hardiker : Terry MacGuire
- Michelle Ryan : Katy
- Alan Ford : Ray MacGuire
- Georgia King : Emma
- Ashley Thomas : Mental Mickey
- Jack Doolan : Davey Tuppence
- Tony Gardner : Clive
- Honor Blackman : Peggy
- Richard Briers : Hamish
- Dudley Sutton : Eric
- Georgina Hale : Doreen
- Tony Selby : Darryl
- Wolf Kahler : l'officier nazi

## Accueil
Le film n'a bénéficié que d'une sortie limitée au cinéma. Il obtient 69 % de critiques favorables, avec un score moyen de 5,6/10 et sur la base de 45 critiques collectées, sur le site internet Rotten Tomatoes.
Il a obtenu le prix du public au Toronto After Dark Film Festival ainsi qu'au festival de cinéma fantastique et d'horreur de San Sebastián.